# Phaeotabanus cajennensis
Phaeotabanus cajennensis är en tvåvingeart som först beskrevs av Fabricius 1787.  Phaeotabanus cajennensis ingår i släktet Phaeotabanus och familjen bromsar. Inga underarter finns listade i Catalogue of Life.